# Imma sarophora
Imma sarophora är en fjärilsart som beskrevs av Diakonoff 1967. Imma sarophora ingår i släktet Imma och familjen Immidae. Inga underarter finns listade i Catalogue of Life.